# LPED
Vous pouvez aider à l'améliorer ou bien discuter des problèmes sur sa page de discussion.
- Certaines informations devraient être mieux reliées aux sources mentionnées dans la bibliographie ou les liens externes. Améliorez sa vérifiabilité en les associant par des références. (Marqué depuis mars 2024)
- Il ne s’appuie pas, ou pas assez, sur des sources secondaires ou tertiaires. (Marqué depuis mars 2024)
- Son texte doit être wikifié : il ne correspond pas à la mise en forme Wikipédia (style, typographie, liens internes, liens entre les wikis, etc.). (Marqué depuis décembre 2021)
- Sa typographie ne respecte pas les conventions de Wikipédia. Vous pouvez solliciter de l’aide de l’Atelier typographique. (Marqué depuis décembre 2021)

- Archive Wikiwix
- Bing
- Cairn
- DuckDuckGo
- E. Universalis
- Gallica
- Google
- G. Books
- G. News
- G. Scholar
- Persée
- Qwant
- (zh) Baidu
- (ru) Yandex
- (wd) trouver des œuvres sur Wikidata

Le Laboratoire Population - Environnement - Développement (LPED) est une unité mixte de recherche française sous tutelle de l'Institut de recherche pour le développement (IRD) et de l'Université d'Aix-Marseille (AMU).
Ce Laboratoire aborde, depuis 1984, les interrelations entre les dynamiques sociales, environnementales et de développement, à la fois dans ses activités de recherche, de formation à la recherche, d’expertise et de valorisation scientifiques.
Ses chercheurs, présents dans plusieurs pays du Sud, interviennent en Europe méditerranéenne, en Afrique du Nord et en Afrique subsaharienne, en Amérique latine, et en Asie du Sud et du Sud-Est. En partenariat avec les pays concernés, notamment au Sud, les chercheurs envisagent des stratégies adaptées et humainement viables pour aider à un développement plus durable.
Le personnel du laboratoire comprend actuellement une quarantaine d’enseignants-chercheurs d'Aix-Marseille Université et chercheurs de l’IRD, et une quarantaine de doctorants, tous appartenant à différentes disciplines : anthropologie, démographie, écologie,  économie, géographie, sociologie, agronomie.

## Historique
Le Laboratoire Population - Environnement (LPE) a été fondé en 1984, dans le cadre du DESS « Politiques démographiques dans les pays en voie de développement » de l’Université de Provence. Sa constitution en tant que laboratoire commun, réunissant des enseignants-chercheurs de l’Université et des chercheurs de l’IRD (ORSTOM à l’époque), a d’abord reposé sur des conventions d’affectation. Depuis 1994, le statut du laboratoire découle d’un cadre conventionnel entre l’Université de Provence et l’Institut de recherche pour le développement (IRD).
Le Laboratoire a été inscrit comme Équipe d’Accueil, dans le Contrat quadriennal 1996-1999 de l’Université de Provence. En janvier 2002, le LPED obtient le statut d’Unité mixte de recherche de l’IRD et de l’Université de Provence (UMR IRD 151). Il est entré, en janvier 2012, dans son troisième contrat d'unité mixte.

## Activités
Le LPED aborde les éco-anthroposystèmes dans leur complexité. Il les appréhende selon différentes échelles socio-spatiales – allant du global au local, à partir de la diversité des acteurs (des organisations supranationales aux individus) et en prenant en compte la multiplicité des dimensions des systèmes écologique et social.
Ses recherches se construisent à partir de quatre axes thématiques structurants :
- Usages et gestion des ressources naturelles ;
- Territoires, diversités urbaines et environnement ;
- Population, migrations et santé ;
- Des observatoires Sociétés - Environnement dans les pays du Sud et en France.

Le choix du LPED est d’opter pour une pratique de l’interdisciplinarité par le côtoiement des chercheurs et enseignants-chercheurs issus de sept disciplines des sciences sociales et des sciences de la nature. La proximité disciplinaire opère ici tel un « incubateur d’interdisciplinarité », qui permet de rompre les clivages entre les disciplines et de favoriser les coconstructions. L’enjeu scientifique au sein du laboratoire réside donc dans le développement d’une pensée interdisciplinaire, qui sans passer obligatoirement par la modélisation, est susceptible de dénouer la complexité des interactions Population – Environnement – Développement.
Le LPED intervient dans six Masters et deux Licences à l'Université d'Aix-Marseille et encadre une quarante de doctorants. Il est laboratoire d’accueil de deux écoles doctorales d’Aix-Marseille Université :
- L’école doctorale « Sciences de l’Environnement » (ED251)
- L’école doctorale « Espaces, cultures, sociétés » (ED355)

Il est membre de :
- L'observatoire des sciences de l'univers - Institut Pythéas
- La fédération de recherche ECosystèmes COntinentaux et Risques EnVironnementaux (ECCOREV)
- Le laboratoire d'excellence Les Sciences Humaines et Sociales au cœur de l'interdisciplinarité pour la Méditerranée (LabexMed)